# Gostorf
Gostorf ist ein Ortsteil der Gemeinde Stepenitztal im Landkreis Nordwestmecklenburg in Mecklenburg-Vorpommern. 

## Geschichte
Gostorf wurde erstmals 1230 im Ratzeburger Zehntregister erwähnt. Dort heißt der Ort Villa Gozwini (Dorf des Gozwin) mit dem Zusatz, das es ein slawisches Dorf ist und keine Abgaben leistet. 
1275 verleiht Heinrich der Jüngere, Fürst von Mecklenburg dem Kloster Rehna acht Hufen in Gozwinsdorpe. Folglich hat der Ort eine Hufenverfassung und ist nunmehr ein deutsches Dorf.
1404 heißt der Ort Gosenstorpe und 1519 Gustorpp. Lange Zeit ist Gostorf ein Kommuniondorf, das bedeutet es gab ritterschaftliche, geistliche und herzogliche Grundherren, die Anteile an dem Dorf hatten und erst 1773 wird es ein reines Domanialdorf also alleiniges Eigentum des Landesherren.
Flurnamen aus einem Feldregister von 1757, das zur verschollenen Direktorialkarte des Ortes gehört, sind: Kussower Scheide, Steinbrink, Nachtkoppel, Communer Brink, Am Hoffeld, Im Naschkaven, Lange Hörn, Buschkoppel, Sandfeld, Ginsterhof, Börzower Scheide, Söhren.
1794 gab es im Dorf 7 Hüfner, 6 Kossaten, 1 Büdner, 1 Schulmeister und 1 Hirten. 1819 wurde auf dem heutigen Kuhberg eine der landestypischen Rundscheunen mit einem Durchmesser von etwa 21 Metern gebaut, die jedoch 1871 aus bislang nicht geklärten Umständen durch eine neue Scheune ersetzt wurde. Ab etwa 1820 gab es eine Schule, eine Schmiede und zeitweise zwei Gastwirtschaften. Zwischen 1840 und 1900 wurde auch eine Ziegelei betrieben. 1914 wohnten 303 Personen in Gostorf.
Am 1. Mai 1922 wurde an der Hauptstraße in Gostorf ein Kriegerdenkmal in Form eines großen Findlings eingeweiht. Es erinnert an 16 Männer aus dem Ort, die während des Ersten Weltkriegs gefallen sind.
Am 1. Juli 1961 wurde die bis dahin eigenständige politische Gemeinde nach Börzow eingegliedert. Gostorf gehört zur Kirchgemeinde Grevesmühlen.
Am 25. Mai 2014 kam der Ort zur Gemeinde Stepenitztal, weil sich die Gemeinden Börzow, Mallentin und Papenhusen zu dieser zusammenschlossen.

## Infrastruktur
An der Bundesstraße 105 (Lübeck – Wismar) ist eine Bundesstraßenmeisterei ansässig. Die Bahnstrecke Grevesmühlen–Klütz verlief bis zu ihrer Demontage im Jahre 2005 dicht an Gostorf.